# The Lamplighters League
The Lamplighters League é um jogo eletrônico de estratégia baseada em turnos desenvolvido por Harebrained Schemes e publicado pela Paradox Interactive. O jogo foi lançado para Microsoft Windows e Xbox Series X/S em outubro de 2023.

## Historia
Ambientado na versão alternativa da década de 1930, o jogador deve reunir uma equipe de desajustados para impedir um antigo culto chamado Corte Banida, que visa alcançar o domínio mundial.

## Jogabilidade
Embora os jogadores tenham acesso apenas a três agentes no início do jogo, o jogo contará com 10 personagens no lançamento. Personagens diferentes têm armas e habilidades diferentes. Por exemplo, Ana Sofia pode curar os seus aliados, enquanto Celestine pode hipnotizar os inimigos. Outras habilidades e vantagens também podem ser desbloqueadas na sede do jogador na forma de cartas equipáveis. Embora essas cartas possam melhorar a eficiência de combate do jogador, elas também podem prejudicá-lo, introduzindo características negativas. Os personagens podem ficar estressados quando realizam várias missões consecutivas. Seu desempenho em combate seria significativamente prejudicado. Os jogadores são aconselhados a fazer rodízio regular de seus agentes, permitindo que alguns descansem e rejuvenesçam na sede da liga.
Em cada missão, os jogadores podem primeiro explorar livremente o nível em tempo real. Nesta fase de infiltração, os jogadores podem coletar itens e eliminar inimigos sem serem detectados. Isso também permite que os jogadores coloquem armadilhas e coloquem seus agentes na posição perfeita antes de enfrentar os inimigos em combate. O combate no jogo é baseado em turnos, semelhante a jogos como XCOM e Gears Tactics. Assim que o jogador derrotar todos os inimigos em uma área, ele retornará ao modo de infiltração e continuará a progredir. Embora o mapa de cada missão seja feito à mão pela equipe, os inimigos e os itens interativos são gerados processualmente.
O jogo também apresenta um mapa mundial. Os membros da Liga Lamplighters devem tentar atrapalhar o progresso das três facções hostis do jogo enquanto elas causam estragos em todo o mundo. Os agentes que descansam na base também podem ser enviados em expedições paralelas.

## Desenvolvimento
O jogo está sendo desenvolvido atualmente por Harebrained Schemes, o desenvolvedor por trás da trilogia Shadowrun e dos videogames BattleTech. O jogo foi fortemente inspirado nas revistas Pulp publicadas na década de 1930. Anunciado em março de 2023, O jogo foi lançado para Microsoft Windows, Xbox One e Xbox Series X/S em 3 de outubro de 2023.